# Klokočevac (Belovár)
Klokočevac falu Horvátországban Belovár-Bilogora megyében. Közigazgatásilag Belovár községhez tartozik.

## Fekvése
Belovár központjától légvonalban 5, közúton 7 km-re nyugatra, a Bilo-hegység délnyugati lejtőin, a Dobrovita-patak jobb partján fekszik.

## Története
A korabeli írásos források tanúsága szerint Klokočevac már a középkorban jelentős település, plébánia központja volt. Szent Miklós plébániáját 1334-ben már említik a zágrábi püspökséghez tartozó plébániák között „Item ecclesia sancti Nicolai” alakban. 1501-ben András nevű plébánosát és István nevű káplánját is említik „Andreas plebanus sancti Nicolai in Klokos. Stephanus capellanus eiusdem” néven. A plébánia 1507 és 1517 között is szerepel a korabeli forrásokban. A késő középkorban egy nagyobb hűbérbirtok központja volt. A térséget 16. század végén szállta meg a török.
A török megszállás teljesen megváltoztatta az itteni táj képét. A lakosság legnagyobb része az ország biztonságosabb részeire menekült, másokat rabságba hurcoltak. Ezután ez a vidék több évtizedre lakatlanná vált. A mai falu akkor keletkezett, amikor a török uralom után a 17. századtól a kihalt területre folyamatosan telepítették be a keresztény lakosságot. A település 1774-ben az első katonai felmérés térképén a falu „Dorf Klokochevecz” néven szerepel. A település katonai közigazgatás idején a szluini ezredhez tartozott. Lipszky János 1808-ban Budán kiadott repertóriumában „Klokochevecz” néven szerepel.  
Nagy Lajos 1829-ben kiadott művében „Klokoch” néven 192 házzal, 6 katolikus és 1226 ortodox vallású lakossal találjuk.
A katonai közigazgatás megszüntetése után Magyar Királyságon belül Horvátország részeként, Belovár-Kőrös vármegye Belovári járásának része volt. 1857-ben 232, 1900-ban 494 lakosa volt. Az 1910-es népszámlálás szerint lakosságának 47%-a horvát, 47%-a szerb anyanyelvű volt. 1918-ban az új szerb-horvát-szlovén állam, majd később Jugoszlávia része lett. 1941 és 1945 között a németbarát Független Horvát Államhoz, majd a háború után a szocialista Jugoszláviához tartozott. 1991-től a független Horvátország része. 1991-ben lakosságának 89%-a horvát, 8%-a szerb nemzetiségű volt. 2011-ben a településnek 828 lakosa volt.

## Lakossága
| Lakosság változása | Lakosság változása | Lakosság változása | Lakosság változása | Lakosság változása | Lakosság változása | Lakosság változása | Lakosság változása | Lakosság változása | Lakosság változása | Lakosság változása | Lakosság változása | Lakosság változása | Lakosság változása | Lakosság változása | Lakosság változása |
| ------------------ | ------------------ | ------------------ | ------------------ | ------------------ | ------------------ | ------------------ | ------------------ | ------------------ | ------------------ | ------------------ | ------------------ | ------------------ | ------------------ | ------------------ | ------------------ |
| 1857               | 1869               | 1880               | 1890               | 1900               | 1910               | 1921               | 1931               | 1948               | 1953               | 1961               | 1971               | 1981               | 1991               | 2001               | 2011               |
| 232                | 332                | 308                | 396                | 451                | 494                | 573                | 655                | 729                | 757                | 852                | 837                | 843                | 847                | 860                | 828                |

(1857 és 1880, valamint 1910 és 1931 között Puričani lakosságát is ide számították.)

## Nevezetességei
A falu közepén egymás közelében két kápolna is áll. Az egyik a római katolikus, a másik a szerb pravoszláv egyházé.